# 公司治理
公司治理（Corporate Governance），是一套程序、慣例、政策、法律及機構，影響著如何帶領、管理及控制公司。
公司治理方法也包括公司內部利益相關人士的協調及公司的眾多目標之間的關係。主要利益相關人士包括股東、管理人員和董事。其它利益相關人士，即持分者，包括僱員、供應商、顧客、銀行和其它貸款人、政府政策管理者、環境和整個社區。所以公司治理是一個多面向的主題，很難一概而盡。
公司治理中有一個十分重要的部分是面對責任、受託責任、對股東和其他人的資料披露，保證人事上的各司其職，與溝通並解決各種利益衝突等，動機與獎勵的分配，以及審計及控制機制，而公司治理的負責高層更應該遵守各方面的原則並切實執行。另一個重要的焦點就是有序的經濟效率，包括公司內部（譬如內部應有最佳的實踐指南與條文）和公司外部（譬如在國家與國際法律框架下的運作）。依據這個「經濟觀點」，公司治理制度的設計應該針對優選結果做決策，及查出並防止欺騙的內部糾察設計，以避免公司的腐敗。也有一些看法認為企業應該不僅為股東的利益而行動，而是要為所有有關人士而行動，使公司更加地融入社會中。
近來，社會上對現代公司如何實踐公司治理有很大的興趣，特別是自從安隆公司和世通公司等大型企業的崩潰之後，引起了社會的關注。

## 定義
公司治理一詞意味着許多東西。它也許描述：
- 公司受指揮和受控制的過程
- 遵照公司法或有關守則行事（嚴守公司治理指南內所訂的原則）
- 有效掌控公司資源與技術（治理資金）
- 在經濟方面它意味學習許多出現在分離所有權而引發的和公司控管避免掏空的問題。

廣義的說，公司治理包含了規則、權責、關係、制度和程序，在這個框架之內由董事會或其他信託當局在公司中執行和控制。需要遵守的規則包括當地的法律和公司的內規。而關係則包括了所有關係人之間的關係，最重要是那些股東、經理人、董事會董事、政府管理當局、員工和整個社區。
公司治理的結構即在明白解說在公司事務上決策的規則和方法。它並且提供公司目標制訂的機制，並監督目標的達成與手段。
由於利益關係人會影響現代組織的控制，公司治理制度就是為了代表利益關係人來達到減少代理成本和資訊非對稱性的問題而實施的公司控制制度。公司治理用來監控結果是否與規劃相符；並且為了維護或修正組織活動，讓資訊在整個組織内充分流通。

## 參與公司治理的相關組織
參與公司治理的相關組織包括了政府或管制組織如美國證券交易委員會、CEO、董事會、管理人員和股東。其他的利益有關人士也會參與，例如供應商、僱員、債權人、顧客及整個社區。
在公司裡，主要的股東授權代理人（經理）為保障他們的利益而行動。這樣把控制權與擁有權分割，意味著股東對管理決定失去了有效的控制。最終導致公司治理的制度是為了協助保持股東與經理動機一致而設立的，而不給經理有自我滿足的機會。當金融機構投資者的產權持有量增大，擁有權不是那麼分散，這會為控制權與擁有權的割裂提供逆轉的機會。
董事會常常在公司治理上扮演著一個重要的角色。它的責任就是支持公司策略、開展定向政策、任命，監督和酬賞高級董事和保證組織對它的所有者和當局負上責任。個體也許是多家公司的理事的成員。
無論直接或間接地影響著公司的有效表現，參與公司治理的所有人士都持著一些利益。董事和管理階層要求獲得薪金、利益與名譽，而股東則要求獲得回報。顧客要求獲得產品和服務，供應商從他們的產品和服務而獲得補償。每位都以自然、人文、社會及其他方式提供價值。
影響公司的個人決定的重要因素就是信任。他們會從公司的利益中得到公平的分成。如果某方比其他人得到地更多，這便会令公司崩潰。公司治理就是為了維持這種信任的重要機制。

## 原則
公司治理的原則包含好幾個要素：誠實、信任、正直、開放、表現導向、責任感及可靠性、互相尊重及對組織的承諾。
最重要的是董事與管理階層要如何建立治理的典範，作為公司其他參與者的依據，並且能夠定期評估它的有效程度。特別是，高階管理人員在面對利益衝突及透露財務報表的時候表現出的誠實與道德。
常見的公司治理的原則包括：
- 權利和股東的公平的對待：組織應該尊重股東的權利及透過有效溝通來幫助股東行使權利，讓股東更明白內容，鼓勵他們參與日常會議。
- 其他利益關係者的利益：組織應該意識到他們對所有合法的利益相關者有法定和其他義務。
- 董事會的角色和責任：董事會需要一系列的知識，才能應付各式各樣的商業問題，有能力去檢視及挑戰管理層的表現，對工作有適當程度的承擔。然而，董事長及CEO（或總經理）不能由同一人擔任，以便在制度上避免利益衝突的可能。另外，「執行董事」與「獨立非執行董事」的人數要有適當的比例，以建立獨立的監察作用。
- 正直及道德行為：公司需要為董事及管理人員建立的道德操守的標準，並鼓勵決策時要有道德勇氣及責任感。
- 透露及透明：公司應該澄清並讓公眾瞭解董事會的角色和責任。

牽涉公司治理原則的問題：
- 公司財政決算的準備的缺失
- 內部控制和公司的審計員的獨立性
- 總經理和其它高級主管薪酬的訂定
- 董事會內職位的提名方法
- 可以供給董事會運用的資源
- 缺失及風險管理

## 公司治理需注意的問題
對資訊需求的問題，因為處理資訊成本的問題，股東往往難以取得良好的資訊，對於小股東來說，情況更甚。對於這種問題，效率市場假說可以提供答案。這個假說認為市場是有效率的，市場上許多投資者是理性且追求最大利潤，所以建議小股東看重較大專業投資者的決定。
在監察的成本方面，為了要影響董事，股東應該聯合其他股東組成有影響力的投票小組，促使在決議中或者在全體大會委任董事的時候產生真正的威脅。
提供會計資料方面，各種財務帳目能夠讓股東了解資金的來源與流動，並且以此來監察董事的運作。財務報告過程中的瑕疵導致公司治理的有效性產生了瑕疵。最理想的情況，就是通過外部審計來改善問題。

## 世界上公司治理的模型
世界上有很多不同公司治理的模型。這些不同於在資本主義的品種的差別。寬宏模型是常見於英美國家，傾向於以股東的權益來決定優先權。常見於歐洲大陸和日本的協調模型則確認工作者、經理、供應商、顧客，和社區的權益。兩者在不同方面都有不同的競爭優勢。寬宏模型鼓勵激烈的創新及成本上競爭，協調模型則促進漸進式的創新和品質上比拼。

### 美國
在美國，公司是由董事會治理。他們有權選擇行政主管，例如首席执行官。首席执行官在日常運作中，有更大權力來管理公司，但大型行動則需要得到董事會的同意。例如聘用直屬同事，籌募費用，收購其他公司，大型資本擴張及其他昂貴項目。董事會則要制定政策，下重要決定，監察管理成效或企業控制。董事會的董事是由股東所選的，並對股東負責。
美國於爆發安隆案之財務醜聞後，促使美國國會制定沙賓-歐克斯法案，且對於公司治理進行多項改革。美國成立公開發行公司會計監督委員會，成員由五位非會計師但具有威望之會計專業人士組成；加重涉及財報詐欺主管之刑罰；提升內部控制制度之重要性，規範管理當局有責任建立及維護內部控制制度，以確保財務報導之可靠，且須每年提出內部控制評估報告，且聘請簽證會計師表示評估意見。:763

## 守則和指南
公司治理方法原則和守則在不同的國家被建立出來，並且由證券交易所、公司、金融機構投資者或董事協會和經理在政府和國際組織支持下所發布出來。概括來說，雖然與證券交易所上市規定有聯繫的手則也許有一個強制作用，但是法律並不強制要遵照這些被推薦的管治方法。

## 公司治理與企業表現
在2002年的「全球投資意見調查」中，受訪對象超過200位機構投資者，麥肯錫顧問公司發現8成的機構投資者願意向管治妥善的公司支付溢價（Premium）。什麼是管治妥善的公司？就是公司會有多些外來的獨立董事，沒有與管理層有私人聯繫，對其它董事進行正規評估，對投資者的治理資料的要求作出迅速的反應。這個溢價（Premium）因市場而定，在加拿大，一般公司大概是11%，到前景不明朗的大概是40%。
其它研究發現了公司質量的悟性與優越股票市場表現的聯繫。在《財富雜誌》的一個為期五年的「最敬佩的公司」的勘測中，Antunovich等人發現「最敬佩的公司」平均一年回報高達125%，然而「最不敬佩的公司」的年均回報只有80%。《商業週刊》的一個獨立研究指出，機構投資者及專家有助於分辨公司治理的好壞，得分越高回報越高。

## 延伸閱讀

### 德文書籍
- Gerhard Schewe. . Berlin: Springer. 2005. ISBN 3-540-24517-0.
- Michael Littger. . Baden-Baden: Nomos. 2006. ISBN 3-8329-1785-3.
- Patricia Siebart. . Bern: Haupt. 2006. ISBN 3-258-07115-2.
- Daniel G. Meister. . 2007. ISBN 978-3836433839.
- Julia C. Helbeck. . Saarbrücken. 2008. ISBN 978-3836468817.
- . Berlin: Erich-Schmidt-Verlag. ISSN 1862-8702.
- . C.H. Beck Verlag.

## 外部連結
歐洲
- 歐洲公司治理機構* （页面存档备份，存于）
- 俄羅斯獨立董事協會 （页面存档备份，存于）
- 英國董事學會 （页面存档备份，存于）
- 愛爾蘭董事學會 （页面存档备份，存于）
- （德文）Regierungskommission Deutscher Corporate-Governance-Kodex （页面存档备份，存于）‘德國政府委員會:公司治理手則’
- （荷兰文）Commissie Corporate Governance （页面存档备份，存于）‘公司治理委員會’
- （波兰語）Polskie Forum Corporate Governance（页面存档备份，存于）‘波蘭公司治理論壇’
- （俄文）Сайт «Корпоративное управление в России»
- （俄文）Сайт Национального совета по корпоративному управлению （页面存档备份，存于）

美洲
- 公司治理行動方案(在哈佛大學商學院)
- 美國的國家公司董事協會 （页面存档备份，存于）
- 公司治理及表現耶魯中心 （耶魯大學管理學院）
- 商業道德研究傑克林中心 （页面存档备份，存于） （賓州大學的渥頓學院）
- 加拿大公司董事學會 （页面存档备份，存于）
- 巴西公司治理學會 （页面存档备份，存于）

亞洲、非洲及大洋洲
- 亚洲公司治理协会 （页面存档备份，存于）
- 中国董事学会(中國及香港) （页面存档备份，存于）
- 香港特許秘書公會(中國及香港) （页面存档备份，存于）
- 香港董事学院(中國及香港) （页面存档备份，存于）
- 香港董事學會(中國) （页面存档备份，存于）
- 澳洲公司董事學會（页面存档备份，存于）
- 雪梨科技大學公司治理中心 （页面存档备份，存于） （澳洲悉尼科技大學）
- 紐西蘭董事學會 （页面存档备份，存于）
- 南非董事學會 （页面存档备份，存于）

其他
- 公司治理(corpgov.net)羅列了很多公司治理的 （页面存档备份，存于）
- 公司圖書館
- 全球公司治理論壇
- 全球董事發展圈 （页面存档备份，存于）
- 治理焦點 （页面存档备份，存于） 全球公司治理問題
- 國際公司治理網絡 （页面存档备份，存于）
- 管治入門網站
- 開放遵從及倫理小組（Open Compliance and Ethics Group）
- 社會科學研究網絡(SSRN)（页面存档备份，存于）
- 世界銀行公司治理的報告
- 世界銀行公司治理的政策
- 香港聯合交易所有限公司 《證券上市規則》第二冊，附錄十四《公司治理常規守則》